# Fissistigma chloroneurum
Fissistigma chloroneurum (Hand.-Mazz.) Tsiang – gatunek rośliny z rodziny flaszowcowatych (Annonaceae Juss.). Występuje naturalnie w północnej części Wietnamu oraz w południowych Chinach (w prowincjach Junnan i Kuejczou oraz w regionie autonomicznym Kuangsi). 

## Morfologia
PokrójZimozielone i zdrewniałe liany dorastające do 12 m wysokości. Młode pędy są owłosione.
LiścieMają podłużny kształt. Mierzą 14–30 cm długości oraz 5,5–12 cm szerokości. Są mniej lub bardziej owłosione od spodu. Nasada liścia jest od uciętej do sercowatej. Ogonek liściowy jest nagi i dorasta do 8–20 mm długości.
KwiatyZebrane po 2–8 w wierzchotki, rozwijają się na szczytach pędów lub naprzeciwlegle do liści. Działki kielicha są owłosione od wewnętrznej strony. Płatki mają żółtobiaławą barwę, zewnętrzne mają podłużnie owalny kształt, są owłosione od wewnątrz i osiągają do 1,5 cm długości, natomiast wewnętrzne są owalnie trójkątne, są owłosione od wewnętrznej strony i mierzą 8 mm długości. Kwiaty mają owłosione słupki o owalnie podłużnym kształcie i długości 2 mm.
OwoceZebrane w owoc zbiorowy o prawie kulistym kształcie. Są nagie, osadzone na szypułkach. Osiągają 35–40 mm średnicy.

## Biologia i ekologia
Rośnie na otwartych przestrzeniach w lasach. Występuje na wysokości do 900 m n.p.m. Kwitnie od marca do listopada, natomiast owoce pojawiają się od lipca do grudnia.